# African Artists' Foundation
L'African Artists' Foundation (AAF) è un'associazione di ambito artistico, con sede a Lagos.
Essa ha una duplice missione: la promozione delle arti e degli artisti africani e la promozione di attività riguardanti la salute pubblica. La Fondazione è unica in Nigeria. AAF si dedica alla creatività e alla libera espressione, favorendo l'auto-realizzazione. 
Fornisce un supporto agli artisti professionisti in Africa offrendogli un'assistenza sanitaria, un fondo pensione, delle borse di studio per giovani artisti, e un sostegno per lo sviluppo professionale delle artiste donne.

## Attività
L'African Artists' Foundation (AAF) offre consulenza artistica ad ambasciate, consolati, alte commissioni, multinazionali, banche o persone che vogliano ospitare mostre d'arte o sviluppare le loro collezioni private. I curatori di AAF sono estremamente qualificati; avvalendosi di più di 30 anni di esperienza, sono in grado di far conoscere i migliori talenti artistici in Nigeria e in Africa. Lo staff curatoriale opera sotto la direzione dell'African Artists' Foundation Artistic Selection committee, presieduto dal professor Perkins Foss, anche curatore dello Smithsonian e membro del Consiglio di AAF.
AAF è in grado di fornire valutazioni e perizie di nuove collezioni o di collezioni già esistenti e, inoltre, di fornire raccomandazioni sugli acquisti. La Fondazione organizza mostre ed eventi speciali e cura esibizioni permanenti. Essa compie una valutazione delle opere e offre consigli agli artisti in merito ad esigenze o tematiche specifiche. Il suo lavoro si traduce anche in organizzazione di mostre e scambi a livello internazionale.

## Mostre internazionali
AAF, ogni anno, sponsorizza tre mostre internazionali nelle principali città d'Europa e degli Stati Uniti. Ognuna di queste esposizioni è caratterizzata dalla combinazione di artisti emergenti e di artisti affermati, con l'obiettivo di far conoscere l'arte africana ed i singoli artisti sulla scena internazionale. AAF è anche sponsor di qualificati artisti che partecipano da sempre a concorsi internazionali, dando loro la possibilità di essere conosciuti da un pubblico più vasto.
Collabora con i più importanti centri culturali in Nigeria e in Africa e si occupa di assegnare prestigiosi riconoscimenti consistenti in premi di denaro e nella possibilità di mostrare il proprio lavoro all'estero. 

## Quarterly Major Art Exhibition
L'African Artists' Foundation organizza una mostra dedicata ad un grande artista nigeriano presso il Civic Centre di Lagos. Il fine ultimo della mostra è quello di sponsorizzare artisti di livello mondiale, fornendo allo stesso tempo un'opportunità senza precedenti per la promozione della salute pubblica e della vita culturale della comunità. Grazie ad essa, la città acquisisce una maggiore visibilità.
L'apertura della mostra rappresenta un'occasione per le comunità di Lagos di riunirsi per celebrare il talento nigeriano. Queste mostre, favoriscono scambi culturali con importanti gallerie d'arte e musei in tutta Europa e negli Stati Uniti. L'AAF ha già stabilito rapporti con alcune di queste istituzioni. Presso il Civic Centre il lavoro degli artisti nigeriani sarà affiancato a quello di artisti provenienti da tutto il mondo, la cui opera è stata in qualche modo influenzata dall'arte africana. I proventi sono erogati dal Fondo per la salute pubblica dell'AAF.

## Artisti
- Adesoye Godwin
- Adolphus Opara
- Afix Adetunji Olanrenwaju
- Aisha Idirisu
- B.Lawson Studio
- Bob Aiwerioba
- Bob-nosa Uwagboe
- Emeka Ogboh
- Emmanuel Dudu
- George Osodi
- Ikechukwu Francis
- Ita Hoziafe
- Jonathan Lessor
- Joseph Eze
- Olawunmi Banjo
- Richardson Ovbiebo
- Tola Wewe
- Uche Bella

## Eventi
- AAF Functional Art Exhibition
- Grand Finale / Announce of winners: Etisalat Amateur Photography Competition
- AAF Fashion and Art Fair: Valentine's Edition!!!
- Nomadic Milk
- Etisalat AAF Fashion and Art Fair
- Lagos Photo Family Day! at Muri Okunola Park, VI, Lagos
- Exclusive Screening: Renzo Martens "Enjoy Poverty"
- Lagos Photo: Opening Ceremony and Gala nite
- My Home is here
- AAF functional art exhibition Masters Class 1
- 24 Hours Comic Book Day!
- National Art Competition Grand Finale
- Prêt-à-partager- A transcultural exchange in art, fashion and sports
- Writers Anonymous Meeting
- Fifty Delights in the Golden Age
- INTRINSIC - Class of `99 Auchi Polytechnic Art Exhibition
- 50 years ahead through the eyes of nigerian women- abuja
- 50 years ahead through the eyes of nigerian women- Lagos
- AAF fashion+art bazaar
- The Ones to Watch, January 2010'
- AAF miniatures exhibition
- Nigeria:The Future I See-Unveiling of The Nation`s New Master Artists.
- Driver's Dexterity-Photography Exhibition By George Osodi
- Fashion and Art: Symbiosis among FADAN, Vlisco, The Royal Dutch Embassy and the African Artists' Foundation
- Nigeria: The Future I see-Art Development as a Basis for National Growth
- Initial Patterns - P.A.P.A. Holds First Exhibition Lagos
- mobile art and danfo driver philosophy
- through the eyes of the child-collages by jimi solanke
- african artists` foundation hosts ronik international school